# Tom Dowd
Tom Dowd (ur. 20 października 1925 w Nowym Jorku  – zm. 27 października 2002 w Aventura) – amerykański inżynier dźwięku i producent nagrań w wytwórni Atlantic Records. Odpowiada za wprowadzenie metody nagrywania wielościeżkowego.

## Kariera

### Początki
Urodził się na Manhattanie. W okresie dorastania grał na fortepianie, skrzypcach, tubie i na kontrabasie. Jego matka była śpiewaczką operową, a ojciec koncertmistrzem. Dowd ukończył szkołę średnią Stuyvesant High School w czerwcu 1942 w wieku 16 lat. Jego dalsza edukacja muzyczna miała miejsce w City College of New York. Dowd grał w zespole na nowojorskim Uniwersytecie Columbia, gdzie w końcu został dyrygentem. Został tam również zatrudniony w laboratorium fizycznym.

### Wojsko
W wieku 18 lat Dowd został powołany do wojska USA i otrzymał stopień sierżanta. Nadal pracował w dziedzinie fizyki na Columbia University. Brał udział w Projekcie 
Manhattan, przyczyniając się do stworzenia bomby atomowej (cel badań był niejasny aż do roku 1945). Po zakończeniu prac nad Projektem Manhattan Dowd chciał uzyskać stopień magistra fizyki nuklearnej, jednak ostatecznie postanowił odejść, jako że uniwersytet nie był w stanie uznać czterech lat jego ściśle tajnej pracy.

### Muzyka
Dowd podjął pracę w studiu nagrań muzyki poważnej, gdzie pracował aż do uzyskania posady w Atlantic Records. Wkrótce stał się 
głównym inżynierem dźwięku w Atlantic i nagrywał płyty popularnych artystów, takich jak Ray Charles, The Drifters, The Coasters, Ruth Brown, czy Bobby Darin (to Dowd nagrał legendarny utwór "Mack the Knife"), natomiast w nocy uwieczniał jazzowe arcydzieła Johna Coltrane'a, Ornette Colemana, Theloniusa Monka i Charliego Parkera. Jego pierwszym przebojem był utwór Eileen Barton - "If I Knew You Were Comin' I'd a Baked A Cake". 
To dzięki pomysłowi Dowda pocięto nagranie Raya Charlesa "What I'd Say" na dwie części, które zostały wydane na stronie "A" i "B" jednego singla na płycie gramofonowej. Dowd pracował jako inżynier dźwięku i producent od lat '40 aż do początku XXI wieku. Nagrywał utwory artystów takich jak:

- Eric Clapton
- Lynyrd Skynyrd
- Rod Stewart
- Wishbone Ash
- Cream
- Chicago
- The Allman Brothers Band
- Joe Bonamassa
- The J. Geils Band
- Meat Loaf
- Sonny & Cher
- The Rascals
- Willie Nelson
- Diana Ross
- Kenny Loggins
- James Gang
- Dusty Springfield
- Eddie Harris
- Booker T. and the MGs
- The Drifters
- Otis Redding
- The Coasters
- Bobby Darin
- Aretha Franklin
- Ruth Brown

Dowd otrzymał Grammy Trustees Award (Nagrodę Członków Zarządu Grammy) za życiowe osiągnięcia w lutym 2002. 
Zmarł na rozedmę płuc 27 października 2002 na Florydzie, gdzie od wielu lat żył i pracował w studiu nagrań Criteria Studios.

## Dziedzictwo
Współpracując z wielkimi artystami i przy nagrywaniu jednych z największych światowych utworów Tom Dowd miał duży wpływ na brzmienie muzyki II poł. XX wieku. To on zachęcił Jerry'ego Wexlera z Atlantic Records do zainstalowania ośmio-ścieżkowego Ampexa, co sprawiło, że Atlantic stała się pierwszą wytwórnią płytową, która zastosowała nagrywanie wielościeżkowe.
Dowdowi inżynierowi przypisuje się popularyzację ośmiościeżkowego systemu nagrywającego w muzyce popularnej oraz zastosowanie dźwięku stereo. Choć stereo zostało wynalezione w XIX wieku, to Dowd po raz pierwszy użył tego systemu do nagrań. To on pierwszy zastosował suwakowy potencjometr kanałowy zamiast pokręteł w mikserze. Wynalazł różnorodne metody na polepszenie jakości dźwięku już po wstępnym nagraniu.
W 2003 r. pojawił się film dokumentalny w reżyserii Marka Moormanna - Tom Dowd and the Language of Music. W filmie biograficznym Ray z 2004 rolę Toma Dowda zagrał Rick Gomez.
14 kwietnia 2012 roku Tom Dowd przyjęty został w poczet Rock and Roll Hall of Fame.